# Iconoscopi

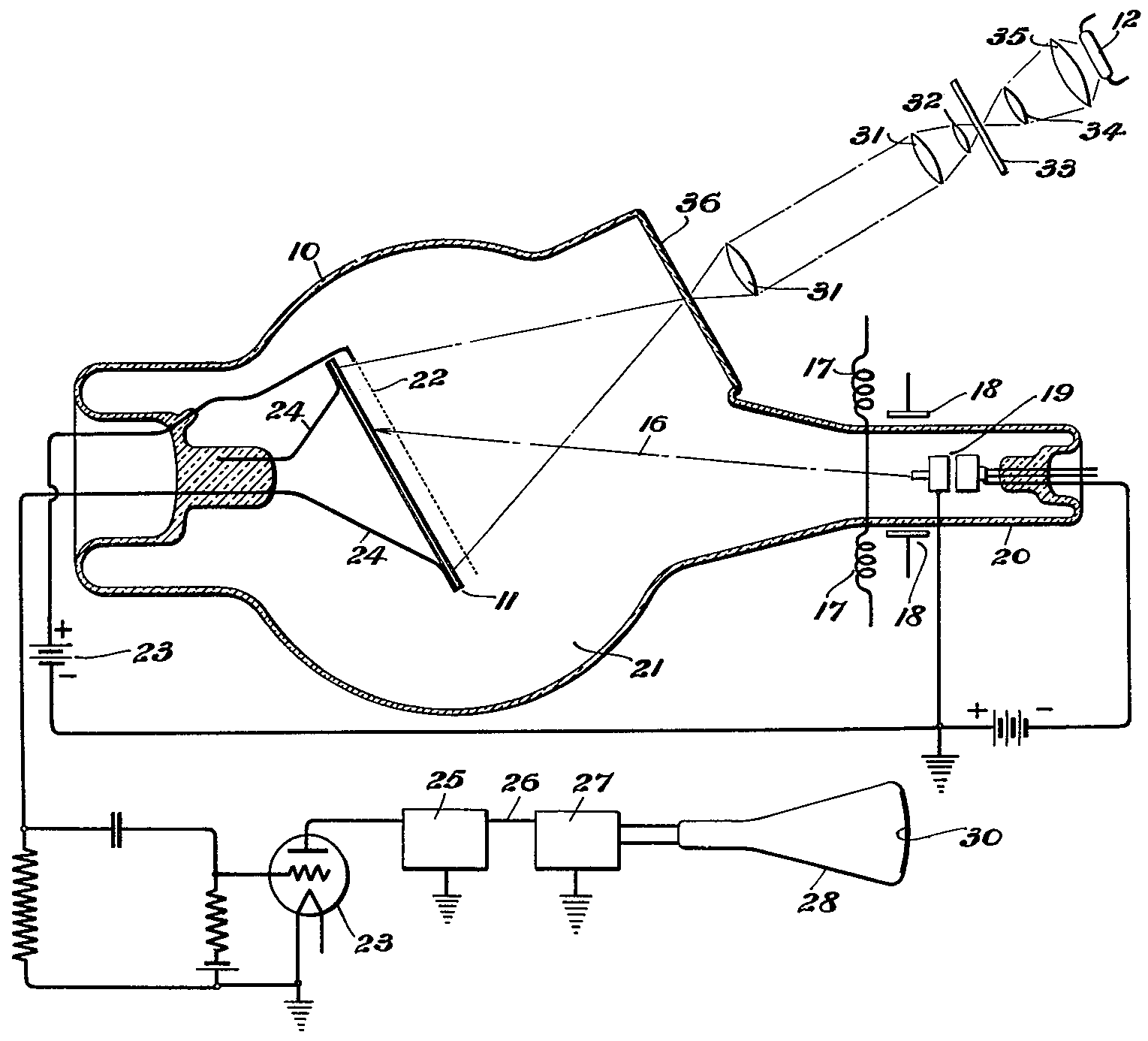
Diagrama d'una patent de Zworykin de 1931. És un microscopi construït de forma similar a l'iconoscopi. La imatge ingressava mitjançant la sèrie de lents de la dreta, i impactava amb les cèl·lules fotoelèctriques de la placa de l'esquerra. El raig catòdic de la dreta escombrava la placa, carregant-les, i les cèl·lules fotoelèctriques emetien una càrrega elèctrica, en funció de la quantitat de llum rebuda. El senyal d'imatge resultant era enviat al costat esquerre del tub i amplificat.

L'iconoscopi va ser un invent precursor de les primeres càmeres de televisió en el qual un raig d'electrons d'alta velocitat explora un mosaic fotoemissor. Un grup d'investigadors de la RCA, liderat per Vladimir Zworykin, va introduir l'iconoscopi el 1934, després de visitar el 1930 els laboratoris Philo Farnsworth i observar com una altra càmera de televisió electrònica havia estat dissenyada, per a un potencial acord de llicència amb el seu nou empresari, RCA. L'iconoscopi va ser la càmera més usada per a transmissions televisives als Estats Units entre els anys 1936 i 1946.

## Disseny
Les imatges eren projectades en una placa fotosensible, la qual partia la imatge en milers d'elements anomenats ara píxels. Un raig d'electrons per escaneig, travessava la part frontal de la placa, "carregant-la" amb tots els píxels. Cada píxel retenia una càrrega elèctrica proporcional a l'energia lluminosa inicialment projectada sobre ell, el qual era transportat cap a l'exterior de la càmera. D'aquesta manera, una imatge visual era convertida en un senyal elèctric.
L'aspecte clau de l'iconoscopi va ser que l'objectiu integrat era sensible a la imatge i recol·lectava la càrrega desenvolupada pels impactes de llum rebuts entre exploracions de lectura.

## Història
L'any 1911, l'enginyer elèctric Campbell Swinton va presentar un esquema d'un sistema de televisió. En aquest esquema, l'escena que es volgués transmetre s'enfocaria sobre una placa, la qual es trobaria dins d'un tub de raigs catòdics.
John Logie Baird va dissenyar el 1923 un sistema per escombrar mecànicament imatges estàtiques i transmetre-les per cables telegràfics fins a l'extrem receptor on s'obtenien imatges oscil·lants.
Als 21 anys, Philo Farnsworth també estava planejant un sistema semblant que es resoldria amb una solució diferent. Philo va construir un sistema electrònic de rastreig, transmissió i recepció d'imatges en moviment. L'any 1927, el jove inventor va ser capaç d'observar la primera imatge netament electrònica en moviment.
No obstant això, va ser Vladimir Zworykin, un enginyer rus immigrat als Estats Units, qui va construir la primera càmera pràctica. El 1924 va mostrar a la companyia Westinghouse una versió primitiva d'un sistema de televisió, però no va aconseguir captar l'atenció dels seus directius.
A qui sí que va impressionar Zworykin va ser a David Sarnoff, director d'una altra companyia, la RCA. Zworykin va ser contractat l'any 1930 per la RCA però no va construir la seva càmera (l'iconoscopi) fins a 1933, cinc anys després de l'èxit de Philo Fransworth; el suport de la RCA va ser suficient com per a entaular un judici de patents amb Philo. L'any 1934, l'Oficina de Patents es va posicionar a favor de Philo i a la RCA no li va quedar més remei que pagar-li els seus drets.
L'iconoscopi es va presentar al públic en general en una roda de premsa al juny de 1933 i dos documents tècnics detallats es van publicar al setembre i octubre del mateix any. A diferència del dissector d'imatges de Farnsworth, l'iconoscopi de Zworykin era molt més sensible, útil amb una il·luminació de fons de la meta d'entre 4 peus-c (43lx) i 20 peus-c (215lx). També era més fàcil de fabricar i produïa una imatge molt clara. El iconoscopi va ser el tub de la càmera principal que s'utilitzà en la radiodifusió d'Amèrica des de 1936 fins a 1946, quan va ser substituït pel tub d'imatge orticón.

## Altres càmeres electròniques de l'època

### Dissector d'imatges de Farnsworth
La primera càmera de televisió completament electrònica va ser mostrada i patentada com dissector d'imatges per Philo Farnsworth l'any 1927 (patent publicada el 1930). RCA va creure que la patent de Farnsworth havia estat inscrita tan àmpliament com per excloure qualsevol altre sistema electrònic de formació d'imatge, incloent-hi a l'iconoscopi i va demanar una sol·licitud de Patent interference, assegurant que el disseny de Zworykin de 1923 era anterior al dissector d'imatges de Farnsworth. Però la prioritat de l'invent va ser lliurada a Farnsworth el 1935.
Un inconvenient del dissector d'imatges de Farnsworth va ser que, com que no es tractava d'una cambra d'emmagatzematge, requeria molta més brillantor, i per tant, més llums i més calor en els estudis de televisió, en comparació amb l'iconoscopi. A més d'aquest avantatge, l'iconoscopi de Zworykin era més senzill de fabricar, i produïa una imatge més clara.
Quan l'iconoscopi va ser substituït a finals de la dècada de 1940, per les càmeres de vídeo actuals, molts dels seus conceptes bàsics van quedar en els posteriors invents, com l'ús d'una placa fotosensible i la lectura per raig electrons.

### Emitron
Hi ha una certa semblança entre l'iconoscopi i l'Emitron camera d'EMI, desenvolupada inicialment per J. D. McGee, i l'equip EMI sota el lideratge d'Isaac Shoenberg. Aparentment, aquest equip havia tingut accés a alguna investigació de RCA, sota un acord de patents compartides. En tot cas, quan Zworykin va publicar la seva investigació sobre l'iconoscopi el 1933, Shoenberg va concloure que EMI s'havia avançat tecnològicament i no va veure grans novetats en el desenvolupament de Zworykin, rebutjant una oferta d'assistència tècnica per part de la RCA.

#### Super-Emitron
El 1934, un nou tipus de tub va ser desenvolupat, el super- emitron, per Lubszynski i Rodda, usat per la BBC per primera vegada en 1937. Aquest nou tub tenia una extensió tubular que separava el problema principal de l'emitron, ja que les funcions d'emissió fotoelèctrica i les del mosaic aïllant estaven clarament separades, millorant el rendiment. Un altre dels seus avantatges era la possibilitat de millorar el flux de la imatge fent-ho més gran. Tenia una major vida i era més eficient.

#### CPS Emitron
El tercer tipus d'Emitron va ser el CPS Emitron. Va ser desenvolupat a la dècada dels 40 per eliminar els efectes dels electrons secundaris, senzillament, usant molta menys energia de tal manera que els electrons perdrien la capacitat d'emetre aquests fluxos secundaris.

### Orthicon
El Orthicon es considera una revolució dins el món dels tubs de càmera, ja que eliminava gairebé tots els inconvenients del Iconoscopio mitjançant l'ús de l'escanejat de "baixa velocitat". El funcionament és similar al del CPS Emitron, forçant la imatge a ser perpendicular als fotoreceptors.
Un altre mètode fou l'Image orthicon (com es van conèixer les càmeres que varen reemplaçar l'iconoscopi), que utilitzava una secció d'emissió d'electrons (com el dissector d'imatges) al capdavant de la placa fotosensible (com l'iconoscopi), combinant els millors aspectes d'ambdós invents. La imatge s'enfocava en un fotocàtode transparent davant de la pantalla del tub. El diàmetre del fotocàtode era de 3 - polzades mentre que el diàmetre del Orthicon era de 1.6 - polzades (41mm). Aquest fet va permetre l'ús de lents convencionals ja desenvolupades. Es tractava d'un tub de càmera senzill, i amb una definició alta, cosa que va fer que fos d'ús comú fins a l'aparició del vidikon l'any 1950, sent desplaçat per aquest.

### Vidikon
Un altre tub que també s'empra en les càmeres de televisió és l'anomenat Vidikon, el funcionament del qual es basa en l'efecte fotoelèctric intern. El Vidikon reacciona a poc a poc en canvis ràpids d'escena (per exemple, quan es tracta de passar làmines fixes); a més, és de disseny molt senzill i per això s'usa sobretot a la televisió industrial, a la de control de trànsit, etc.
Al Vidikon, l'objecte es projecta òpticament sobre una placa de vidre, la cara posterior està recoberta amb una capa transparent d'alumini, que, a través de la resistència de senyals, adquireix un potencial positiu reduït. Sobre el recobriment d'alumini està dipositada una fina capa d'un cos semiconductor (per exemple, seleni), que quan no es troba il·luminada és gairebé aïllant, però que, en canvi, al il·luminar-se fa de conductora. Un raig d'electrons que escombra la capa de seleni va comunica a aquesta successivament en cada punt el potencial catòdic zero, de manera que aquesta capa passa a formar llavors, juntament amb la de metall, un condensador carregat. En cas de repetir l'escombrat el repartiment de càrrega no varia, ja que el seleni, en no estar il·luminat, és aïllant. No obstant això, quan es torna a il·luminar una zona determinada de la imatge, la càrrega desapareix lentament i al següent escombrat la zona il·luminada passa a adquirir de cop el potencial que té el càtode. Aquest impuls de corrent és el que origina el senyal elèctric d'imatge què es vol transmetre.